# President's Cup 2024 - Doppio maschile
Il doppio maschile del torneo di tennis professionistico President's Cup 2024, facente parte della categoria Challenger 50 nell'ambito dell'ATP Challenger Tour 2024, si è giocato dal 15 al 21 luglio ad Astana in Kazakistan. S D Prajwal Dev e Niki Kaliyanda Poonacha erano i detentori del titolo ma solo Dev aveva scelto di partecipare in coppia con Nitin Kumar Sinha.
In finale Egor Agafonov e Ilia Simakin hanno sconfitto Denis Istomin e Evgenij Karlovskij con il punteggio di 6–4, 6–3.

## Teste di serie
1. Daniel Cukierman /  Neil Oberleitner (semifinale)
2. Seita Watanabe /  Takeru Yuzuki (semifinale)

1. Aleksandr Lobanov /  Wang Aoran (quarti di finale)
2. Vladyslav Orlov /  Lukáš Pokorný (quarti di finale)

## Wildcard
1. Amir Omarkhanov /  Yerassyl Yerdilda (primo turno, ritirati)

1. Iliyas Maratuly /  Islam Orynbasar (primo turno)

## Alternate
1. Leonid Sheyngezikht /  Maxim Zhukov (primo turno)

## Tabellone

### Legenda
| - Q = Qualificato - WC = Wild card - LL = Lucky loser | - ALT = Alternate - SE = Special Exempt - PR = Protected Ranking | - w/o = Walkover - r = Ritirato - d = Squalificato |

|  | Primo turno | Primo turno               | Primo turno               | Primo turno               | Primo turno |  |  | Quarti di finale | Quarti di finale          | Quarti di finale          | Quarti di finale       | Quarti di finale    |    |      | Semifinali | Semifinali                       | Semifinali                       | Semifinali                 | Semifinali                 |   |   | Finale | Finale | Finale | Finale | Finale |  |
|  |             |                           |                           |                           |             |  |  |                  |                           |                           |                        |                     |    |      |            |                                  |                                  |                            |                            |   |   |        |        |        |        |        |  |
|  | 1           | D Cukierman N Oberleitner | D Cukierman N Oberleitner | D Cukierman N Oberleitner | w/o         |  |  |                  |                           |                           |                        |                     |    |      |            |                                  |                                  |                            |                            |   |   |        |        |        |        |        |  |
|  | WC          | A Omarkhanov Y Yerdilda   | A Omarkhanov Y Yerdilda   | A Omarkhanov Y Yerdilda   |             |  |  | 1                | D Cukierman N Oberleitner | D Cukierman N Oberleitner | 7                      | 6                   |    |      |            |                                  |                                  |                            |                            |   |   |        |        |        |        |        |  |
|  | Alt         | L Sheyngezikht M Zhukov   | 3                         | 6                         | [5]         |  |  |                  | I Denisov S Purtseladze   | I Denisov S Purtseladze   | 62                     | 1                   |    |      |            |                                  |                                  |                            |                            |   |   |        |        |        |        |        |  |
|  |             | I Denisov S Purtseladze   | 6                         | 1                         | [10]        |  |  |                  |                           |                           |                        |                     |    |      | 1          | D Cukierman N Oberleitner        | 6                                | 65                         | [7]                        |   |   |        |        |        |        |        |  |
|  | 4           | V Orlov L Pokorný         | V Orlov L Pokorný         | 6                         | 6           |  |  |                  |                           |                           | D Istomin E Karlovskij | 4                   | 7  | [10] |            |                                  |                                  |                            |                            |   |   |        |        |        |        |        |  |
|  |             | M Bašić V Durasovic       | M Bašić V Durasovic       | 3                         | 4           |  |  | 4                | V Orlov L Pokorný         | V Orlov L Pokorný         | 4                      | 64                  |    |      |            |                                  |                                  |                            |                            |   |   |        |        |        |        |        |  |
|  |             | D Istomin E Karlovskij    | 6                         | 4                         | [12]        |  |  |                  | D Istomin E Karlovskij    | D Istomin E Karlovskij    | 6                      | 7                   |    |      |            |                                  |                                  |                            |                            |   |   |        |        |        |        |        |  |
|  |             | S Fomin G Lomakin         | 2                         | 6                         | [10]        |  |  |                  |                           |                           |                        |                     |    |      |            | Denis Istomin Evgenij Karlovskij | Denis Istomin Evgenij Karlovskij | 4                          | 3                          |   |   |        |        |        |        |        |  |
|  |             | A Ayeni F Peliwo          | A Ayeni F Peliwo          | 0                         | 5           |  |  |                  |                           |                           |                        |                     |    |      |            |                                  |                                  | Egor Agafonov Ilia Simakin | Egor Agafonov Ilia Simakin | 6 | 6 |        |        |        |        |        |  |
|  |             | E Agafonov I Simakin      | E Agafonov I Simakin      | 6                         | 7           |  |  |                  | E Agafonov I Simakin      | E Agafonov I Simakin      | 7                      | 7                   |    |      |            |                                  |                                  |                            |                            |   |   |        |        |        |        |        |  |
|  | WC          | I Maratuly I Orynbasar    | I Maratuly I Orynbasar    | 3                         | 0           |  |  | 3                | A Lobanov A Wang          | A Lobanov A Wang          | 65                     | 64                  |    |      |            |                                  |                                  |                            |                            |   |   |        |        |        |        |        |  |
|  | 3           | A Lobanov A Wang          | A Lobanov A Wang          | 6                         | 6           |  |  |                  |                           |                           |                        |                     |    |      |            | E Agafonov I Simakin             | E Agafonov I Simakin             | 7                          | 6                          |   |   |        |        |        |        |        |  |
|  |             | SDP Dev NK Sinha          | 65                        | 78                        | [8]         |  |  |                  |                           | 2                         | S Watanabe T Yuzuki    | S Watanabe T Yuzuki | 65 | 2    |            |                                  |                                  |                            |                            |   |   |        |        |        |        |        |  |
|  |             | A Bakshi Z Tkemaladze     | 7                         | 6                         | [10]        |  |  |                  | A Bakshi Z Tkemaladze     | A Bakshi Z Tkemaladze     | 2                      | 1                   |    |      |            |                                  |                                  |                            |                            |   |   |        |        |        |        |        |  |
|  |             | SKR Ganta K Sultanov      | SKR Ganta K Sultanov      | 4                         | 4           |  |  | 2                | S Watanabe T Yuzuki       | S Watanabe T Yuzuki       | 6                      | 6                   |    |      |            |                                  |                                  |                            |                            |   |   |        |        |        |        |        |  |
|  | 2           | S Watanabe T Yuzuki       | S Watanabe T Yuzuki       | 6                         | 6           |  |  |                  |                           |                           |                        |                     |    |      |            |                                  |                                  |                            |                            |   |   |        |        |        |        |        |  |